# The Millennium Bell
The Millennium Bell is een studioalbum van Mike Oldfield.

## Inleiding
De titel is een combinatie van de nadering van het 3e millennium en het vierde in de reeks met een titel die verwijst naar Tubular Bells. In tegenstelling tot de tweede en derde in laatste reeks bevat The Millennium Bell nieuw geschreven werk. Oldfield nam het album net als haar voorganger Voyager op in zijn eiegn geluidsstudio Roughwood Studio in Buckinghamshire. Het ingeschakelde orkest London Session Orchestra (leden van het London Philharmonic Orchestra) werd opgenomen in de Abbey Road Studios in Londen. Het album moet een weergave zijn van muziek door de eeuwen heen. Oldfield lichtte zijn werk aan de hand van uitgebreide beschrijvingen in het bijbehorende boekje, die regelmatig termen als “geweldig” etc. bevatten. 

## Musici
- Mike Oldfield – alle muziekinstrumenten
- London Session Orchestra onder leiding van  Robyn Smith, die tevens de arrangementen verzorgde
- The London Händel Choir en The Grant Gospel Choir - koorzang
- Nicola Emmanuelle – zang
- David Serame – zang
- Miriam Stockley – zang
- Camilla Darlow – zang
- Andrew Johnson – zang
- Gota Yashiki – drumstel
- Martay – zang
- Pepsi Demacque – zang
- Greta Hegerland-Oldfield – vertelstem
- DJ Pippi – arrangementen

## Muziek
| Nr. | Titel                                         | Duur |
| --- | --------------------------------------------- | ---- |
| 1.  | Peace on earth (Oldfield)                     | 4:10 |
| 2.  | Pacha mama (Oldfield)                         | 4:05 |
| 3.  | Santa Maria (Oldfield)                        | 2:44 |
| 4.  | Sunlight shining through the cloud (Oldfield) | 4:33 |
| 5.  | The doge’s palace (Oldfield)                  | 3:07 |
| 6.  | Lake Constance (Oldfield)                     | 5;16 |
| 7.  | Mastermind (Oldfield)                         | 3:03 |
| 8.  | Broad sunlit uplands (Oldfield)               | 4:03 |
| 9.  | Liberation (Oldfield)                         | 2:38 |
| 10. | Amber light (Oldfield)                        | 3:42 |
| 11. | The millennium bell (Oldfield)                | 7:37 |

Santa Maria gaat over één van de schepen die Christopher Columbus naar Noord-Amerika bracht; The doge’s palace over het Dogenpaleis in Venetië. Sunlight shining through cloud bevat een tekst van de inkeer gekomen slavenhandelaar John Newton. The millennium bell zou toekomstmuziek bevatten en is de enige track met een tubular bell (buisklok, vermoedelijk elektronisch).

## Ontvangst
De ontvangst was wisselend net zoals het album aldus Jason Anderson op AllMusic. Het leek er daarbij sterk op dat Oldfield zich vertild had aan zijn eigen muziek. Oldfields muziek was in die tijd voornamelijk populair in Duits sprekende landen; zij bleven dan ook als enige over waar The millenium bell de albumlijsten hadden. Echter hoge posities of lange perioden van noteringen zaten daarbij niet bij. Duitsland hield het nog het langst vol met zeven weken notering met hoogste plaats 39. Engeland en Nederland lieten sowieso verstek gaan; zij waren uitgekeken op de muziek van Oldfield. Zo had OOR's Pop-encyclopedie Oldfield al als apart lemma geschrapt. De fans op de site Progarchives (waar fans kunnen stemmen en waarderen) zagen het album ook niet zitten; het kreeg uit 164 stemmen gemiddeld een 2,33 uit 5. (gegevens 21 maart 2022). 

## Nasleep
Een deel werd gespeeld tijdens een concert in Berlijn op oudejaarsavond 1999; het was vrij toegankelijk en er zouden 500.000 toehoorders zijn geweest. 
Tubular Bells · Hergest Ridge · Ommadawn · Incantations · Platinum · QE2 · Five miles out · Crises · Discovery · The Killing Fields · Islands · Earth Moving · Amarok · Heaven's open · Tubular Bells II · The songs of distant earth · Voyager · Tubular Bells III · Guitars · The Millennium Bell · Tr3s lunas · Tubular Bells 2003 · Light + Shade · Music of the Spheres · Man on the Rocks · Return to Ommadawn ·